# Эмир, Беркан
Беркан Эмир (тур. Berkan Emir; род. 6 февраля 1988 года, Измит) — турецкий футболист, играющий на позиции защитника. Ныне выступает за турецкий клуб «Гёзтепе».

## Клубная карьера
Будучи воспитанником клуба «Коджаэлиспор» Беркан Эмир начинал свою карьеру футболиста в клубе турецкой Третьей лиги «Орхангазиспор» в 2007 году. Затем он выступал за команды той же лиги: «Бурса Нилюфер», «Гюмюшханеспор» и «Кахраманмарашспор», с последним Эмир в 2012 году вышел во Вторую лигу. Летом 2013 года он перешёл в команду Первой лиги «Каршияка», а в зимний перерыв сезона 2014/15 присоединился к аутсайдеру турецкой Суперлиги, «Балыкесирспору».
8 февраля 2015 года Беркан Эмир дебютировал на высшем уровне, выйдя на замену в конце домашнего поединка против «Коньяспора». 19 апреля того же года он забил свой первый гол в рамках Суперлиге, выведя свой команду вперёд в гостевой игре со «Сивасспором». Спустя 2 недели Эмир также отметился забитым мячом, в гостевом матче против «Фенербахче».
Сезон 2015/16 Беркан Эмир провёл в Суперлиге, выступая за «Кайсериспор», а летом 2016 года подписал контракт с новичком лиги, «Аланьяспором».